# Tyra Boug
Tyra Boug (* 7. August 2000) ist eine kanadische Leichtathletin, die sich auf den 100-Meter-Hürdenlauf spezialisiert hat.

## Sportliche Laufbahn
Erste internationale Erfahrungen sammelte Tyra Boug im Jahr 2017, als sie bei den Commonwealth Youth Games in Nassau in 14,19 s den achten Platz im 100-Meter-Hürdenlauf belegte und über 200 Meter mit 25,62 s im Halbfinale ausschied. 2019 belegte sie bei den Panamerikanischen-U20-Meisterschaften in San José in 13,69 s den sechsten Platz über 100 m Hürden und 2025 schied sie bei den World University Games in Bochum mit 13,52 s in der ersten Runde aus. Zudem gewann sie mit der kanadischen 4-mal-400-Meter-Staffel in 3:34,16 min die Bronzemedaille hinter den Teams aus Deutschland und Polen.
2019 wurde Boug kanadische Meisterin in der 4-mal-100-Meter-Staffel sowie 2025 in der 4-mal-400-Meter-Staffel.

## Persönliche Bestleistungen
- 100 m Hürden: 13,44 s (+0,8 m/s), 13. Juli 2019 in Toronto
  - 60 m Hürden (Halle): 8,16 s, 8. Februar 2025 in Windsor